# Поройна-Маре (комуна)
Поройна-Маре (рум. Poroina Mare) — комуна у повіті Мехедінць в Румунії. До складу комуни входять такі села (дані про населення за 2002 рік):
- Поройна-Маре (462 особи)
- Стігніца (584 особи)
- Финтиніле-Негре (250 осіб)
- Шипоту (126 осіб)

Комуна розташована на відстані 251 км на захід від Бухареста, 26 км на південний схід від Дробета-Турну-Северина, 72 км на захід від Крайови.

## Населення
За даними перепису населення 2002 року у комуні проживали 1422 особи, усі — румуни. Усі жителі комуни рідною мовою назвали румунську.
Склад населення комуни за віросповіданням:
| Релігія       | Кількість осіб | Відсоток |
| ------------- | -------------- | -------- |
| православні   | 1419           | 99,8%    |
| п'ятдесятники | 3              | 0,2%     |